# Копце (гміна Доманіце)
Копце (пол. Kopcie) — село в Польщі, у гміні Доманиці Седлецького повіту Мазовецького воєводства.
Населення — 321 особа (2011).
У 1975-1998 роках село належало до Седлецького воєводства.

## Демографія
Демографічна структура станом на 31 березня 2011 року:
|          | Загалом | Допрацездатний вік | Працездатний вік | Постпрацездатний вік |
| -------- | ------- | ------------------ | ---------------- | -------------------- |
| Чоловіки | 163     | 31                 | 112              | 20                   |
| Жінки    | 158     | 37                 | 84               | 37                   |
| Разом    | 321     | 68                 | 196              | 57                   |